# Partido do Progresso / Movimento Federalista Português
O Partido do Progresso (PP / MFP) foi um partido político de direita, em Portugal, que nasceu a 6 de maio de 1974, no seio do Movimento Federalista Português (MFP) após o golpe do 25 de Abril.
Este partido inicialmente tenta mobilizar apoio dos que pretendem a continuação da união de Portugal ao Ultramar, o seu integracionismo de modo federalista, invocando a aplicação das teses do livro do general António de Spínola, Portugal e o Futuro. Será depois do discurso do mesmo general Spínola de 27 de junho, reconhecendo o direito das colónias à independência, alterando o primitivo programa do MFA de 25 de abril de 1974, que o grupo passa a designar-se Partido do Progresso.
Era presidido pelo Professor Doutor Fernando Pacheco de Amorim e teve entre os principais aderentes os "nacionalistas revolucionários" ligados à Cooperativa Cidadela, ativa em Coimbra e Porto e que era dirigida por José J. Sampaio Nora; o Comité Nacional de Ação Revolucionária (CNAR) do Porto, dirigido por Fernando José Allegro; membros da Associação Programa, como José Vale de Figueiredo; monárquicos da Liga Popular Monárquica e ex-membros da ANP. Nesses constam como mais ativos José Miguel de Alarcão Júdice, Nuno Cardoso da Silva, Luís de Oliveira Dias, José da Costa Deitado, Diogo Miranda Barbosa, Francisco Caldeira Cabral e Luís Sá Cunha.
Para se apresentar às primeiras eleições nacionais fez uma coligação eleitoral com o Partido Liberal (PL) e o Partido Trabalhista Democrático Português (PTDP), denominada Frente Democrática Unida (FDU). E que, na sequência da chamada Crise Palma Carlos, eles mais o Movimento Popular Português (MPP), no dia 10 de julho, apresentam ao Presidente da República uma resolução conjunta para denunciar o isolamento a que estão obrigados, quer em termos de expressão através dos meios de comunicação, quer em termos de representação no Governo provisório.
Ainda em Junho o MFP e o PL constituem a Fundação para a Difusão de Conhecimentos Políticos, Sociais e Económicos (DICOPSE). Entre os seus objectivos está a publicação da revista Bandarra e a realização de actividades de apoio a organizações de direita.
Este pouco depois foi proibido e perseguido a seguir à manifestação conhecida pela maioria silenciosa, gorada a 28 de setembro do mesmo ano, apesar de ser um dos seus críticos a que chamou à mesma um acto de "oportunismo aventureiro ou total irrealismo".
Tinha como órgão informativo um jornal, designado por Tribuna Popular, cujo diretor era Joaquim Miguel Seabra Ferreira e iniciado a 24 de julho.